# BROKEN TAVERN
「BROKEN TAVERN」（ブロークン・ターヴァン）は、日本のロックバンド、COLORのシングル。1989年6月21日発売。

## 概要
表題曲はアルバム『FOOLS!GET LUCKY!!』からのリカット。シングル化にあたりミックスし直された。
また、カップリング「SANDBAG BABY」は日本語で歌いなおされ、こちらもミックスし直され収録。PVにはこのテイクが使用された。
メジャー盤、インディーズ盤の2タイプが製作され、漫画家の江口寿史がジャケットデザインを担当した。なお、違いはジャケットの色（赤、緑）のみであり、音源に差異はない。

## 収録曲
| 全作詞: DYNAMITE TOMMY、全作曲: TATSUYA、全編曲: COLOR。 |                                                |                |            |
| #                                                        | タイトル                                       | 作詞           | 作曲・編曲 |
| 1.                                                       | 「BROKEN TAVERN」(New Remix)                   | DYNAMITE TOMMY | TATSUYA    |
| 2.                                                       | 「SANDBAG BABY」(日本語ヴァージョン New Remix) | DYNAMITE TOMMY | TATSUYA    |